# عباس ميرزا شريف زاده
عباس ميرزا شريف زاده (الأذربيجاني: Abbas Mirzə Şərifzadə) ممثل أذربيجاني ومخرج للسينما والمسرح وفنان شعبي لجمهورية أذربيجان الاشتراكية السوفيتية.

## سيرته الذاتية
ولد عباس ميرزا شريف زاده في 22 مارس لعام 1893 في مدينة شاماخي في عائلة أستاذ. في عام 1902 انتقلت عائلته إلى باكو بسبب الزلزال الذي وقع في مدينة مدينة شاماخي.
منذ عام 1908 بدأ عباس ميرزا مسيرته المهنية على المسرح الاحترافي.
ولأول مرة على خشبة المسرح لعب دور " المريض التخيلي" في أحدث كوميديا للكاتب المسرحي الفرنسي موليير. كان لمؤسس فن المسرح المحترف في أذربيجان حسين عربلينسكي تأثير كبير على نشاط شريف زاده.
عمل عباس ميرزا في فرق مسرحية حتى عام 1910.

قام عباس ميرزا شريف زاده بزيارات لأداء عروض في أذربيجان وآسيا الوسطى وشمال القوقاز ومنطقة الفولغا وإيران. في 6 أكتوبر 1926، أصبح عباس ميرزا شريف زاده المدير العام لمسرح الأوبرا والباليه الأكاديمي لدولة أذربيجان.
في 4 ديسمبر 1937، ألقي القبض على عباس ميرزا شريف زاده في منزله من قبل التطهير العظيم. وفي 16 نوفمبر 1938 توفي الممثل. أعيد تأهيل عباس ميرزا شريف زاده عام 1955 بعد وفاة جوزيف ستالين.